# The Eagle's Wings
The Eagle's Wings er en amerikansk stumfilm fra 1916 af Robert Leonard.

## Medvirkende
- Grace Carlyle som Mona Wright
- Vola Vale som Kitty Miles
- Herbert Rawlinson som Richard Wallace
- Charles Hill Mailes som Wright
- Rodney Ronous som Jefferson Maynard